# Arthur Ransome
Arthur Ransome (ur. 18 stycznia 1884, Leeds, zm. 3 czerwca 1967, Manchester) – brytyjski pisarz i dziennikarz. Zasłynął przede wszystkim trzynastoczęściowym cyklem powieści dla młodzieży znanym od tytułu pierwszej książki jako „Jaskółki i Amazonki”, który rozgrywa się w angielskiej Krainie Jezior, a akcja osnuta jest wokół wakacyjnych przygód związanych z żeglarstwem, wędkowaniem i obozowaniem.

## Twórczość
Na język polski przetłumaczono trzy książki z cyklu „Jaskółki i Amazonki”. Całość obejmuje trzynaście tomów:
- Jaskółki i Amazonki (Swallows and Amazons) (1930)
- Jaskółczyn (Swallowdale) (1931)
- Wyspa Krabów (Peter Duck) (1932)
- Winter Holiday (1933)
- Coot Club (1934)
- Pigeon Post (1936)
- We Didn't Mean To Go To Sea (1937)
- Secret Water (1939)
- The Big Six (1940)
- Missee Lee (1941)
- The Picts and the Martyrs: Or Not Welcome At All (1943)
- Great Northern? (1947)
- Coots in the North (nieukończona za życia pisarza 1967, wydana w 1988)